# Andrijiwka (przystanek kolejowy)
Andrijiwka (ukr. Андріївка) – przystanek kolejowy w miejscowości Andrijiwka, w rejonie żytomierskim, w obwodzie żytomierskim, na Ukrainie. Położony jest na linii Korosteń – Żytomierz.